# Carolyne Wanjala
Carolyne Wanjala, auch Caroline Wanjala (* 1987 oder 1988), ist eine kenianische Fußballschiedsrichterin.
Seit 2015 steht sie auf der FIFA-Liste und leitet internationale Fußballpartien.
Beim Afrika-Cup 2016 in Kamerun und beim Afrika-Cup 2018 in Ghana leitete sie jeweils ein Spiel in der Gruppenphase.